# Hermann Julius Kolbe
Hermann Julius Kolbe, född 2 juni 1855 i Halle, död 26 november 1939 i Berlin-Lichterfelde, var en tysk entomolog.
Kolbe var kurator vid Museum für Naturkunde i Berlin mellan 1890 och 1921, där han specialiserade sig på skalbaggar, stövsländor och nätvingar.
Auktorsnamnet Kolbe kan användas för Hermann Julius Kolbe i samband med ett vetenskapligt namn inom zoologin; se Wikipedia-artiklar som länkar till auktorsnamnet.